# Laugerie-Basse
Laugerie-Basse és un jaciment arqueològic d'època paleolítica situat al municipi d'Les Eyzies-de-Tayac-Sireuil al departament de la Dordonya, al sud-oest de França.
Va ser declarat Patrimoni de la Humanitat per la Unesco l'any 1979, formant part del lloc «Llocs prehistòrics i grutes decorades de la vall del Vézère» amb el codi 85-006.

## Descripció
Es tracta d'un abric rocós, més que una cova, sobre la ribera dreta del riu Vézère. Té al voltant de quinze metres de profunditat i al voltant de cinquanta de llarg. El lloc no s'ha excavat íntegrament. Consta en realitat de dos abrics: l'abric clàssic i l'abric del Marseilles (abri des Marseilles).
Les excavacions dutes a terme durant els anys 1860 per Édouard Lartet no van registrar amb precisió l'estratigrafia del lloc. L'estratigrafia no es va establir fins a aproximadament la Primera Guerra Mundial: es distingeixen quatre fases magdalenianes, d'III a VI, durant el Würm IV. Entre els aproximadament 600 objectes trobats a Laugerie-Basse, destaquen diverses obres magdalenienques conegudes, entre altres una estatueta de dona de cap trencat anomenat «Venus impúdica» (Vénus impudique) descoberta pel marquès de Vibraye cap a 1864 així com una placa anomenada «Dona i ren» (Femme au renne).